# Atrax sutherlandi
Atrax sutherlandi — вид мігаломорфних павуків родини Atracidae.

## Поширення
Ендемік Австралії. Вид поширений у лісах на півночі Нового Південного Уельсу та сході штату Вікторія.

## Опис
Черевце та хеліцери глянцевого чорного кольору. Головогруди коричневого забарвлення. У 2015 році описано особину з червоними черевцем та хеліцерами.